# Hlane
Hlane – inkhundla w dystrykcie Lubombo w Królestwie Eswatini. Według spisu powszechnego ludności z 2007 r. zamieszkiwało go 7 091 mieszkańców. Inkhundla dzieli się na cztery imiphakatsi: Hlane, Khuphuka, Ntandweni, Sikhuphe.